# Лондонский договор (1518)
Лондонский договор 1518 года (англ. The Treaty of London in 1518) — пакт о ненападении между основными европейскими странами. Подписавшими его сторонами были Англия, Бургундия, Испания, Нидерланды, Папское государство, Священная Римская империя и Франция. Все они согласились не нападать друг на друга и помогать всем, кто подвергся нападению.
Договор был разработан кардиналом Волси и подписан послами заинтересованных стран в Лондоне. Папа римский Лев X первоначально призывал к 5-летнему миру, в то время как европейские монархи помогли ему дать отпор растущей власти Османской империи, которая вторглась на Балканы. Вместо этого Вулси очень хотел заключить прочный мир и убедил Генри избежать войны и пойти по более дипломатическому пути во внешних делах.
В течение XV столетия мир был установлен в течение полувека на Апеннинском полуострове, который был разделен на много маленьких городов-государств. Только небольшая война между Венецией и папством за контроль над Феррарой привела к временному провалу в мире. Этот мирный период закончился вторжением французов в 1494 году. Последовала череда незначительных конфликтов, и в 1518 году политические возможности мирного договора казались реальными.
Все европейские страны, за исключением исламской Турции, были приглашены в Лондон (в то время Россия считалась частью не Европы, а Азии). Договор рассчитывал связать 20 ведущих государств Европы в мире друг с другом и, таким образом, положить конец войне между государствами Европы. В октябре 1518 года оно было инициировано между представителями Англии и Франции. Затем его ратифицировали другие европейские государства и папа римский.
Соглашение создало оборонительную лигу, основанную на следующем: согласно условиям, государства, проводящие активную внешнюю политику, не только придерживаются позиции ненападения, но и обещают вести войну против любого государства, нарушившего условия договора. В то время это считалось триумфом Томаса Уолси и позволило Генриху VIII значительно повысить свою репутацию в европейских политических кругах до такой степени, что Англию стали рассматривать в качестве третьей крупной державы.
Мир, достигнутый договором, длился очень недолго. Войны разразились в течение нескольких лет, включая войны между Данией и Швецией и между союзом Англии и Испании против Франции. Однако движение за мир продолжалось в течение следующих столетий и стало частью движения Просвещения в XVIII веке.